# SNK vs. Capcom: The Match of the Millennium
SNK vs. Capcom: The Match of the Millennium (SNK VS CAPCOM 頂上決戦 最強ファイターズ) est un jeu de combat développé par SNK, sorti en 1999 sur Neo-Geo Pocket Color.
Il est possible de choisir entre 26 personnages SNK et Capcom en version super deformed, 8 d'entre eux étant débloquables en finissant le jeu.

## Système de jeu
The Match of the Millennium comporte trois modes de combat : en solo, par équipe de deux combattants (en mode tag), ou par équipe de trois (à la queue). Il est également possible de choisir entre trois jauges de furie distinctes : une jauge dans le style Capcom, une dans le style SNK et une dernière mixte à deux niveaux de charge. Chaque personnage doit affronter un rival au quatrième niveau, puis à la fin du jeu une équipe composée de M. Bison et Geese Howard et enfin, selon le camp du joueur, Orochi Iori ou Evil Ryu.
En plus du jeu de combat, The Match of the Millennium propose des mini-jeux appelés Olympics :
- Survival : un combat d'endurance durant lequel le joueur doit essayer de battre 100 adversaires d'affilée ;
- Time Attack : le joueur doit battre cinq adversaires le plus vite possible ;
- First Blast : dix combats d'affilée lors desquels le premier coup porté donne la victoire ;
- Target9 : inspiré de Metal Slug, le joueur contrôle Marco et doit empêcher une invasion de Mars People ;
- Blade Arts : le joueur dirige Jubei et doit trancher un maximum de mannequins de paille avec ses sabres ;
- Ghost Trick : inspiré de l'univers de Ghosts'n Goblins, le joueur dirige Arthur et doit ramasser des trésors en évitant Firebrand ;
- Cat Walk : un jeu de rythme dans lequel le joueur doit faire danser Felicia.

## Personnages SNK

### Jouables
- Athena Asamiya (Psycho Soldier)
- Haohmaru (Samurai Shodown)
- Iori Yagami (The King of Fighters '95)
- Kyo Kusanagi (The King of Fighters '94)
- Leona Heidern (The King of Fighters '96)
- Mai Shiranui (Fatal Fury 2)
- Nakoruru (Samurai Shodown)
- Ryo Sakazaki (Art of Fighting)
- Terry Bogard (Fatal Fury)

### Cachés
- Akari Ichijou (The Last Blade)
- Yuri Sakazaki (Art of Fighting 2)

### Boss
- Geese Howard (Fatal Fury)
- Orochi Iori (The King of Fighters '97)

## Personnages Capcom

### Jouables
- Chun-Li (Street Fighter II)
- Dan Hibiki (Street Fighter Alpha)
- Felicia (Darkstalkers)
- Guile (Street Fighter II)
- Ken (Street Fighter)
- Morrigan Aensland (Darkstalkers)
- Ryu (Street Fighter)
- Sakura Kasugano (Street Fighter Alpha 2)
- Zangief (Street Fighter II)

### Cachés
- Akuma (Super Street Fighter II Turbo)
- Baby Bonnie Hood (Vampire Savior)

### Boss
- M. Bison (Street Fighter II)
- Evil Ryu (Street Fighter Alpha 2)